# 氷雨

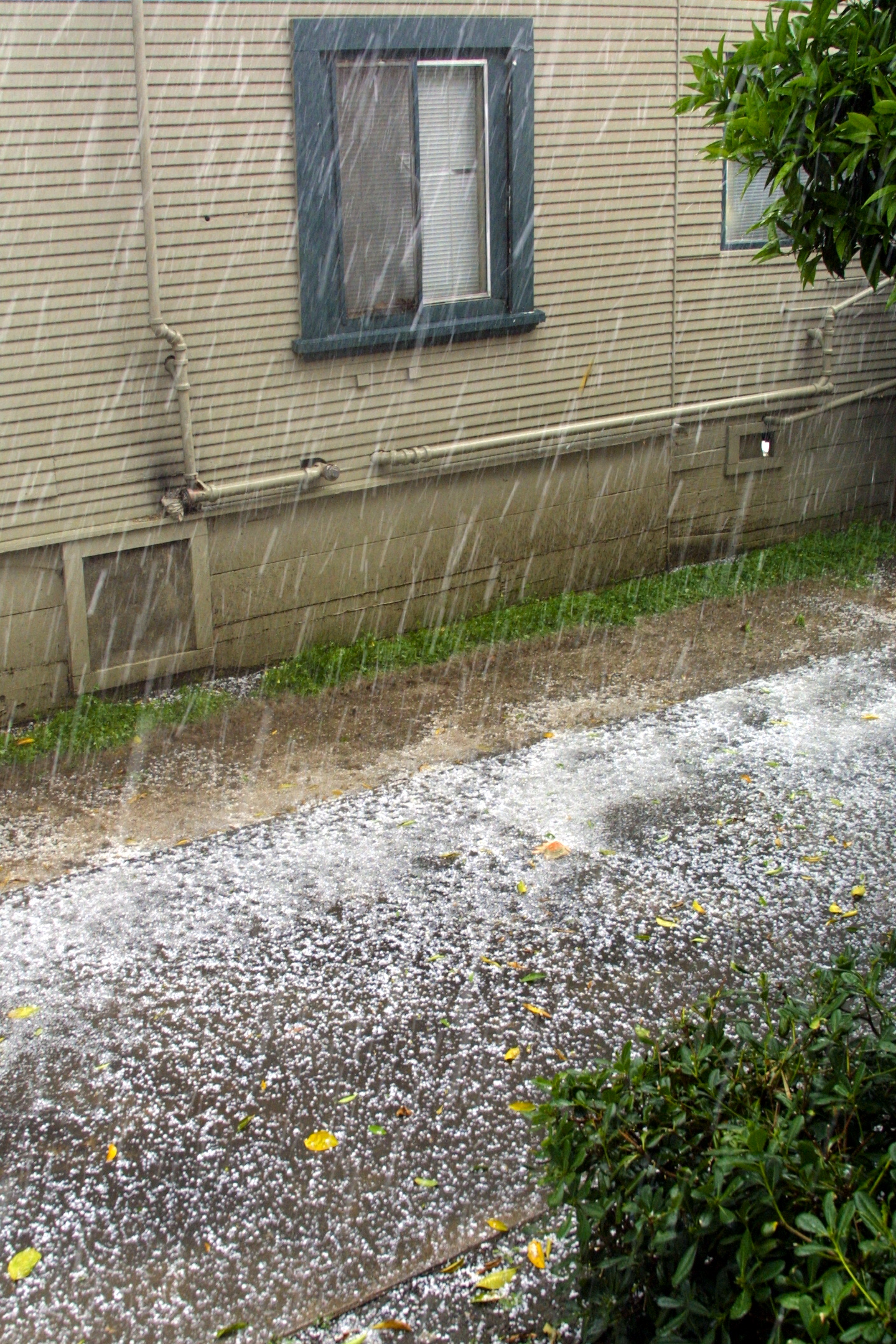
空から降る雹

氷雨（ひさめ、ひあめ）は、空から降ってくる氷の粒のこと。あるいは、冬季に降る冷たい雨のこと。気象学で定義された用語ではない。

## 語史
氷雨という言葉自体は、『日本書紀』神武紀から見られる。元来は「5月以降に発生する雷雨と共に降る雹（ひょう）や霰（あられ）」を指していたが、今日では一般に「冬に降る霙（みぞれ）に近い雨」を指していうように語意が変遷した。従って、『日本書紀』に記される氷雨とは、霙に近い雨ではなく、雹か霰である。
『古事記』に載るヤマトタケルの伝説では、ヤマトタケルは伊吹山の神の怒りに触れ、祟りとして大氷雨を浴びせられたことで失神し、それが原因で病死する語りとなっている（詳細は、「ヤマトタケル#記録」を参照）。
神話伝説ではない記述として、『続日本紀』天平16年（744年）6月21日条に氷雨の記録がある。宝亀6年（775年）7月19日条には「雹が降った」とあり、「大きさは碁石ほどだった」と記述される。
10世紀前半成立の『和名類聚抄』1巻「天地部」には、「霈」と書いて、和名を「比左女（ひさめ）」と読むとあり、「火雨」（火は原文ママ）と表記する例を記述していることから平安時代の日本人は「霈」の字に氷雨を適合させていたことがわかる。
俳句においての「氷雨」は、雹や霰を意味して用いる場合は夏の季語、冷たい雨や霙（みぞれ）を意味して用いる場合は冬の季語である。ただし、後者の場合は本意にもとるとの見方もある。
岡山県勝田郡にある那岐山麓の村では、初冬に降る氷雨を「三穂太郎」と呼び、山神とするが、山麓の武士団（美作菅氏）の祖神ともされる。また、福井県坂井市の安島津の海中にある大津神社は、外国襲来から守った弓矢神（軍神）で、国中の弓矢を奉り、神軍といって氷雨が降る時に矢が飛んでくるものの1つも残らないと伝わる。